# Prionocera byersi
Prionocera byersi är en tvåvingeart som beskrevs av Irwin Murray Brodo 1987. Prionocera byersi ingår i släktet Prionocera och familjen storharkrankar. Inga underarter finns listade i Catalogue of Life.